# トレンチコート

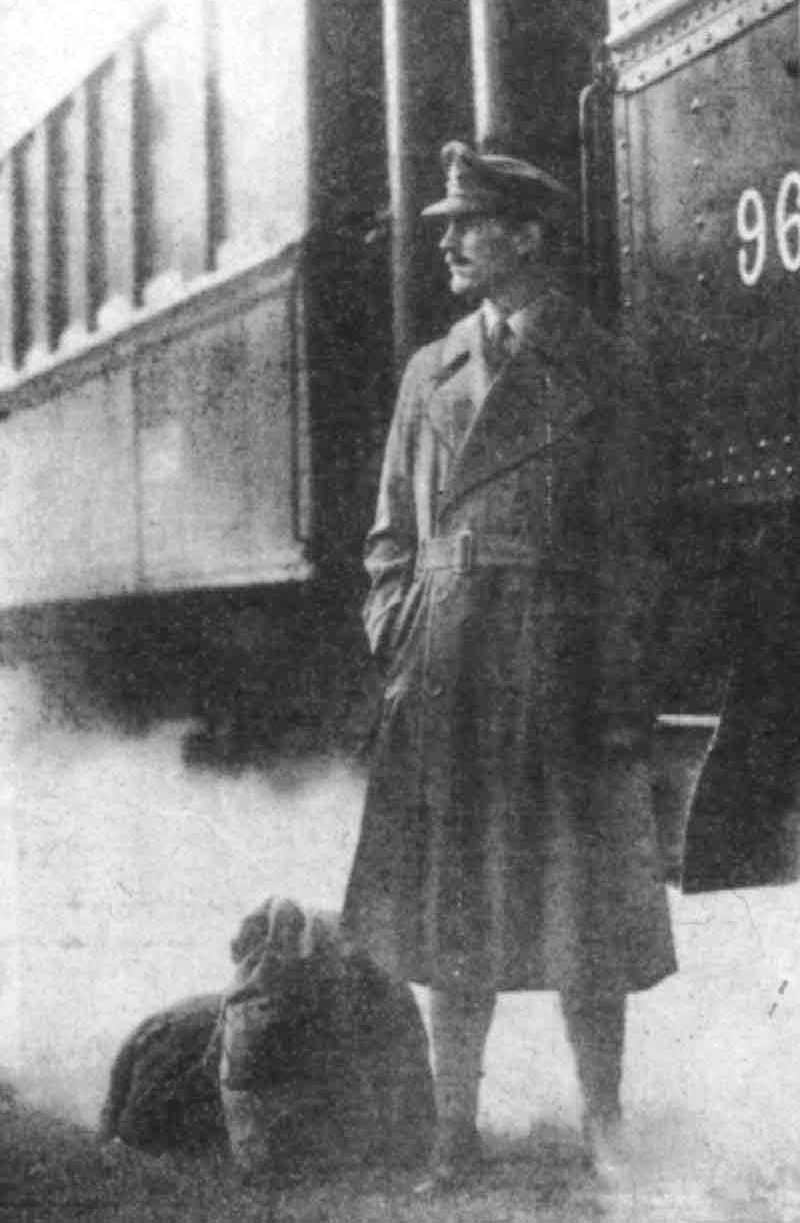
第一次世界大戦のトレンチコート

トレンチコート（trench coat）は、冬季用の外套（オーバーコート）およびレインコートの一種。

## 概要
トレンチコートの起源は第一次世界大戦のイギリス軍で、寒冷な欧州での戦いに対応する防水型の軍用コートが求められたことから開発されたものである。もっとも、その原型は既に1900年頃には考案されており、第一次大戦での普及が一般への広がりの契機となったとも見られる。
「トレンチ（塹壕）」の称は、このコートが第一次大戦で多く生じた泥濘地での塹壕戦で耐候性を発揮したことによる。平時のファッションとして用いられるようになってからも、軍服としての名残を多く残す。
イギリスのバーバリーとアクアスキュータムの2社の製品が元祖と言われ、現在でも有名である。
実用性が高く、かつ外観的にも機能美に優れることから、1930年代以降、特に男性の冬のファッションにおいて定番の一つとなった。ハンフリー・ボガートやアラン・ラッドなどの俳優がフィルム・ノワールの中で着用したことでより人気が高まり、トレンチコートに「ハードボイルド」のスタイリッシュなイメージを植え付けた。

## 特徴
生地にはギャバジン（防水加工した綿生地）ないしウールを用いるのが普通であるが、近年は合成繊維や皮革も用いられる。
肩にはボタン留めのショルダーループ（エポレット)が付き、水筒や双眼鏡、ランヤード（拳銃吊り紐）などを吊ったり、ベルトを掛ける、またループ式の階級章や徽章を装着できる。戦闘中に仲間が撃たれて倒れた時には、このストラップを持って物陰に引き込むことにも役立った。こうしたショルダーストラップは同様の理由から、諸外国の軍人や現在の日本の自衛官などの制服や外套、戦闘服や作業服、更には警笛を繋いだモールやチェーンを吊るために警察官や警備員の制服や外套にも付いている。また、腰回りに備え付けられているD鐶は、もともと手榴弾を吊り下げる用途の名残とされているが、もっぱらマップケースといった軽い装具を吊り下げることが想定されていた。
襟元にはチン・ストラップと呼ばれる帯が付き、また、手首にもストラップを備え、これらを適宜締めることで寒風を防げる。容易に着脱できるよう、ラグラン袖が用いられる場合が多い。
ウエスト位置のベルトはトレンチコート最大の特徴で、腹部を暖かく保つと共に、整ったシルエットを形作る。
右胸（肩）に縫い付けられた当て布はストームフラップと呼ばれ、襟を全てボタン留めした際に雨だれの侵入を防ぐための物である。本来は男性用被服の右前合わせなので、向かって左側にのみ設けられ、女性用の左前合わせであれば向かって右側に設けられる。現在は単なる飾りになっている場合も多く、両側に設けられたり、省略された製品もある。
古典的なトレンチコートの場合、両腰のポケット部分は、内側に着込んだ上着のポケットに手を届かせるため、袋でなく単なるスリット（筋状切り口）になっている。

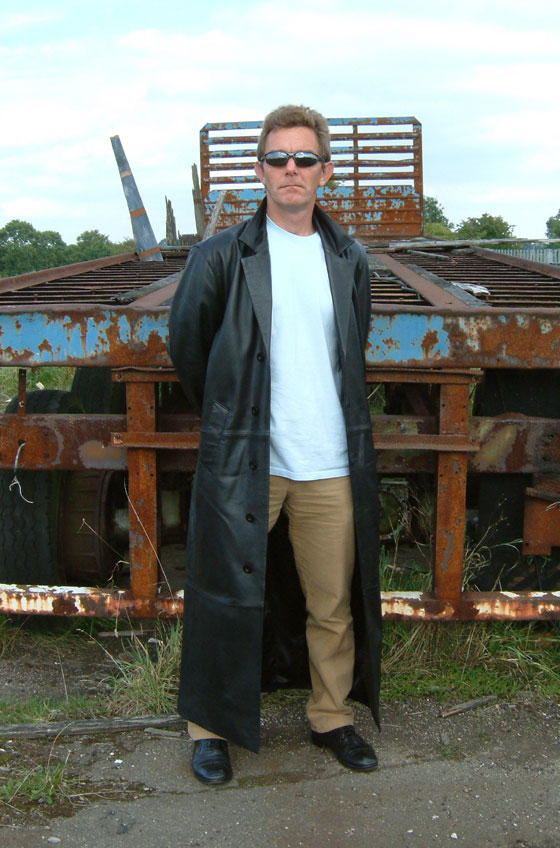
革製のトレンチコート
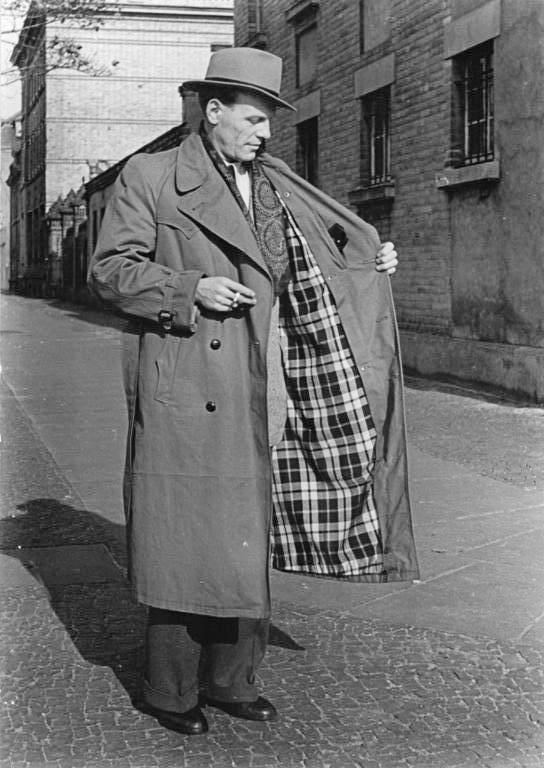
東ドイツ・ライプツィヒの国有工場で製造されたトレンチコート
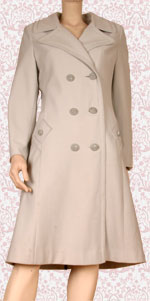
女性用のトレンチコート白
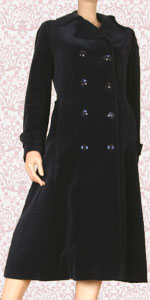
ビロード製の女性用のトレンチコート黒
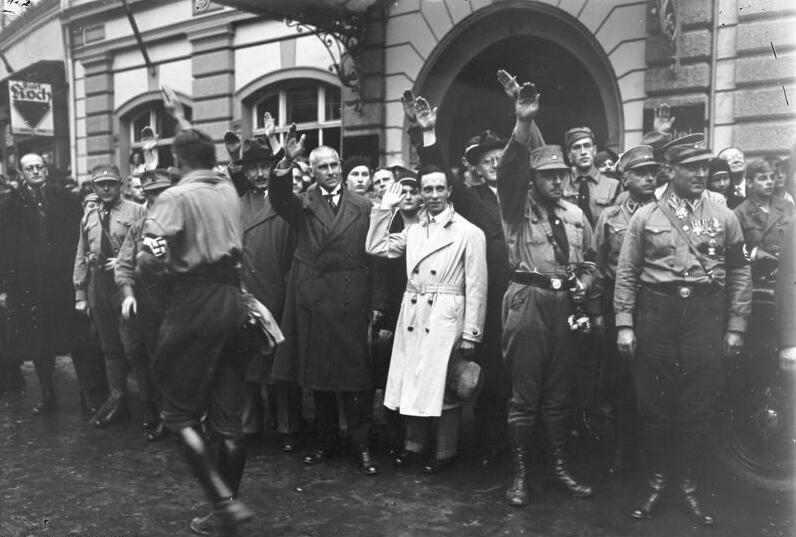
1930年のナチ党示威行進。中央のゲッベルスがトレンチコートを着ている
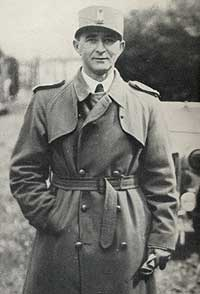
トレンチコートを着た、第1ノルウェー独立中隊（イギリスSOE隷下）の指揮官マルティン・リンゲ
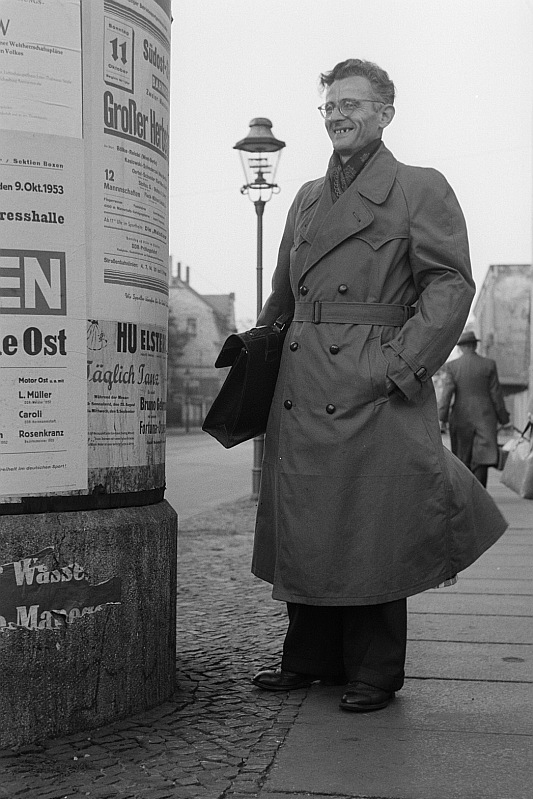
トレンチコートを着た東ドイツ市民

### シングルブレストとダブルブレスト
5つのボタンが2列に並んだダブルブレスト（英: double-breasted）のものが最も古典的なデザインとされているが、アクアスキュータムなどでは1列のシングルブレスト（英: single-breasted）のものも作られている。ブランドによってはベルト、ショルダーストラップ、バックヨーク、ストームフラップといったディテールを踏襲せずに簡素化したため、いわゆるステンカラーコートと違いが分からないようなデザインになっているものもある。

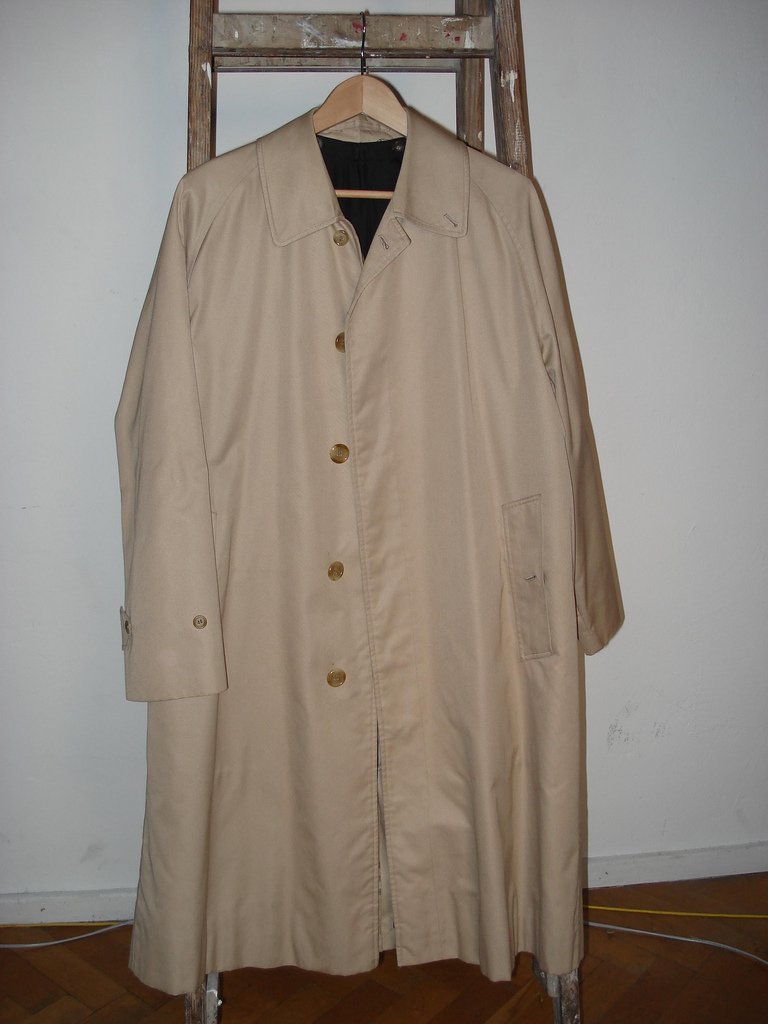
バーバリーのトレンチーコート
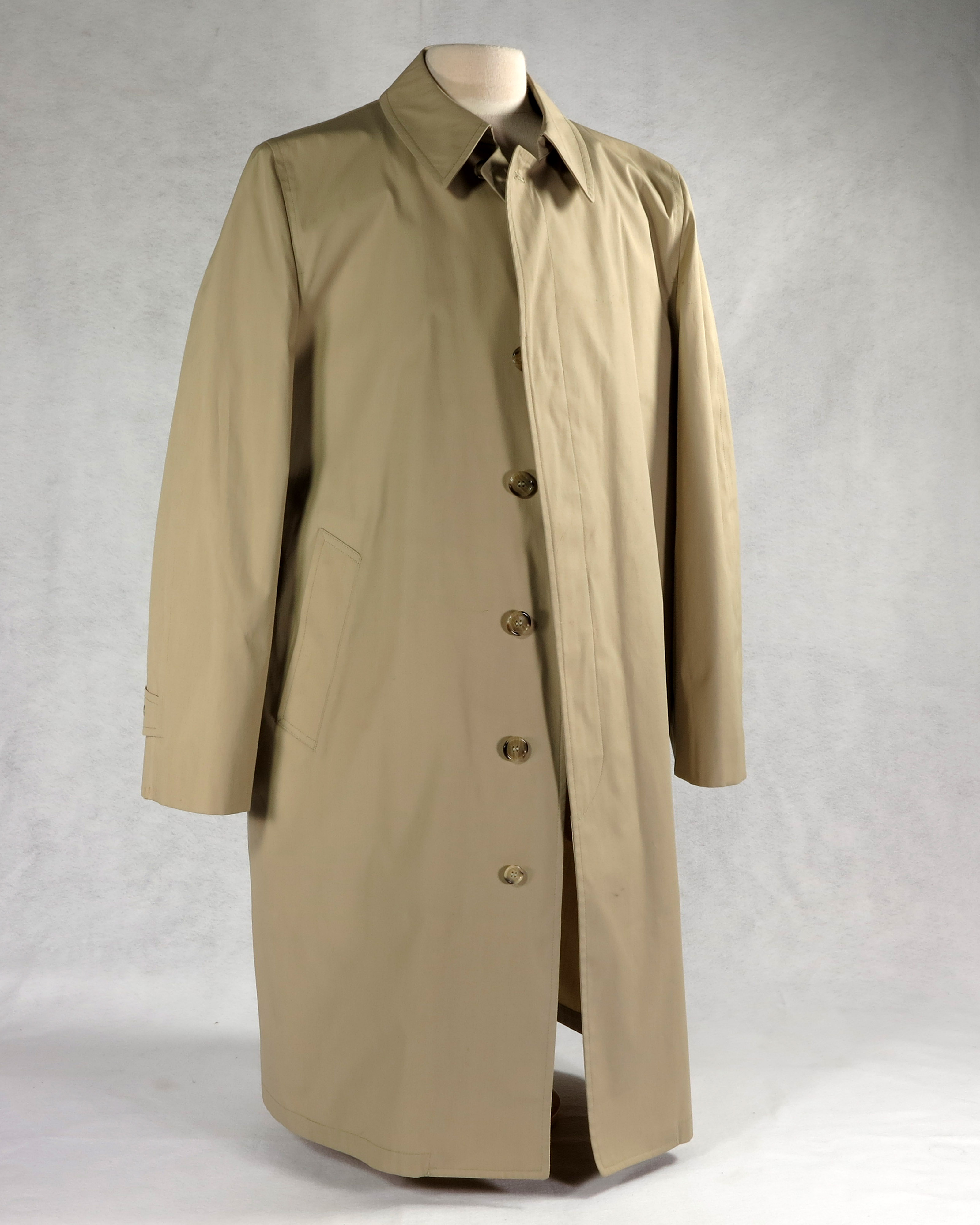
アメリカのフォード大統領が着用していた防弾ライナーつきトレンチコート